# Patera de Teasdale
Teasdale Patera
Pour les articles homonymes, voir Teasdale.
La patera de Teasdale (désignation internationale : Teasdale Patera) est une patera située sur Vénus dans le quadrangle de Barrymore. Elle a été nommée en référence à Sara Teasdale, poétesse américaine (1884–1933).